# FANTASIA (3B LAB.☆Sの曲)
「FANTASIA」（ファンタジア）は、3B LAB.☆Sの7枚目のシングルである。

## 解説
- 「3B LAB.☆S」では初のシングル。
- 初回盤（CD-EXTRA）は「FANTASIA」PV、LOVE ROCK LIFE_Let's Go Ahead Ver.が収録される。

## 収録曲
1. FANTASIA
シンセサイザーなども取り入れられている。当初は4thアルバム「フレンドシップ#4」に収録されている「俺たちの青春は終わらない」がシングルとしてリリースされる予定であった。
2. LOVE ROCK LIFE
こちらもシンセサイザーを多用した曲。
3. 愛と涙
弾き語りの曲。後に「フレンドシップ#4」にこの曲のバンドアレンジバージョンが収録され、ライブでも演奏される。
4. LOVE ROCK LIFE_Let's Go Ahead Ver.（初回盤のみ収録）
5. FANTASIA_Professional mode
6. LOVE ROCK LIFE_Professional mode